# رشا عمران
رشا عمران (ولدت في طرطوس سنة 1964) هي شاعرة سورية. عُرفت بموقفها المساند للمعارضة السورية ضد الرئيس بشار الأسد منذ اندلاع الأحداث في سوريا.

## المؤلفات

### مجموعات شعرية
- رجع له شكل الحياة
- كأن منفاي جسدي
- ظلك الممتد في أقصى حنيني
- معطف أحمر فارغ
- بانوراما الموت والوحشة (2014)

### دراسات
- أنطلوجيا الشعر السوري (1980 ـ 2008).[3]